# Meistriliiga 2011
Die Meistriliiga 2011 war die 21. Spielzeit der höchsten estnischen Fußball-Spielklasse der Herren. Gespielt wurde vom 5. März bis 5. November 2011. Flora Tallinn konnte den Titel aus dem Vorjahr verteidigen.

## Saisonverlauf
Die Liga umfasste wie in der Vorsaison zehn Teams. Als Titelverteidiger ging FC Flora Tallinn in die Saison. Aufsteiger aus der Esiliiga war Ajax Lasnamäe, der FC Kuressaare blieb nach der Relegation in der Meistriliiga, nachdem sich der Verein gegen Kiviõli Tamme Auto hatte durchsetzen können. Der JK Tulevik Viljandi wurde durch den neugegründeten FC Viljandi ersetzt.
Die Meisterschaft wurde in einer regulären Spielzeit in je zwei Hin- und Rückrundenspielen ausgetragen. Jedes Team trat dabei vier Mal gegen jede andere Mannschaft an. Der Tabellenletzte stieg in zweitklassige Esiliiga ab, der Neuntplatzierte spielte in der Relegation gegen den Zweitplatzierten der Esiliiga 2011.
Das Eröffnungsspiel der Saison 2011 trug der FC Levadia Tallinn im Heimspiel gegen den FC Ajax Lasnamäe aus, das mit 3:0 gewonnen wurde. Der estnische Rekordmeister Flora Tallinn, auch Meister der Saison 2010, gewann sein erstes Saisonspiel mit 1:0 gegen den JK Nõmme Kalju, nachdem Sander Post in der 87. Minute spielentscheidend getroffen hatte. Im weiteren Saisonverlauf übernahm Flora die Tabellenführung vom Erzrivalen Levadia Tallinn. Positive Überraschungen der Saison 2011 waren der Tallinner Vorortklub JK Nõmme Kalju sowie der JK Trans Narva. Am 26. Spieltag Anfang September übernahm Kalju sogar die Tabellenspitze, nachdem die Mannschaft von Trainer Igor Prins den FC Flora Tallinn klar mit 3:0 besiegen konnte. Nach 30 Spieltagen übertraf der Lette Aleksandrs Čekulajevs mit seinem 42. Treffer den sechs Jahre alten Rekord von Tarmo Neemelo aus der Spielzeit 2005, der 41 Tore erzielt hatte.

## Teams

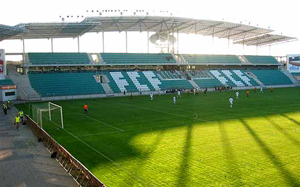
A. Le Coq Arena

| Verein              | Stadt            | Stadion                  | Kapazität |
| ------------------- | ---------------- | ------------------------ | --------- |
| FC Flora Tallinn    | Tallinn          | A. Le Coq Arena          | 9.692     |
| FC Levadia Tallinn  | Tallinn          | Kadrioru staadion        | 5.000     |
| JK Trans Narva      | Narva            | Kreenholmi staadion      | 2.000     |
| FC Viljandi         | Viljandi         | Viljandi Linnastaadion   | 2.000     |
| JK Tammeka Tartu    | Tartu            | Tamme staadion           | 1.600     |
| FC Kuressaare       | Kuressaare       | Kuressaare linnastaadion | 1.600     |
| FC Ajax Lasnamäe    | Tallinn-Lasnamäe | Ajaxi staadion           | 1.500     |
| JK Kalev Sillamäe   | Sillamäe         | Sillamäe Kalevi staadion | 0800      |
| JK Nõmme Kalju      | Tallinn-Nõmme    | Hiiu staadion            | 0500      |
| Paide Linnameeskond | Paide            | Paide linnastaadion      | 0400      |

## Abschlusstabelle
| Pl. | Verein                  | Sp. | S  | U  | N  | Tore    | Diff. | Punkte |
| --- | ----------------------- | --- | -- | -- | -- | ------- | ----- | ------ |
| 1.  | FC Flora Tallinn (M, P) | 36  | 26 | 8  | 2  | 100:760 | +24   | 86     |
| 2.  | JK Nõmme Kalju          | 36  | 24 | 7  | 5  | 082:230 | +59   | 79     |
| 3.  | JK Trans Narva          | 36  | 22 | 7  | 7  | 107:290 | +78   | 73     |
| 4.  | FC Levadia Tallinn      | 36  | 21 | 10 | 5  | 076:250 | +51   | 73     |
| 5.  | JK Kalev Sillamäe       | 36  | 17 | 3  | 16 | 077:590 | +18   | 54     |
| 6.  | Paide Linnameeskond     | 36  | 13 | 6  | 17 | 040:510 | −11   | 45     |
| 7.  | JK Tammeka Tartu        | 36  | 11 | 6  | 19 | 057:750 | −18   | 39     |
| 8.  | FC Viljandi             | 36  | 8  | 6  | 22 | 037:690 | −32   | 30     |
| 9.  | FC Kuressaare           | 36  | 7  | 5  | 24 | 028:680 | −40   | 26     |
| 10. | FC Ajax Lasnamäe (N) 1  | 36  | 0  | 4  | 32 | 011:192 | −181  | 04     |

Platzierungskriterien: 1. Punkte – 2. Annullierungen – 3. Siege – 4. Direkter Vergleich (Punkte, Tordifferenz, geschossene Tore) – 5. Tordifferenz – 6. geschossene Tore
| (M) | amtierender Meister     |
| (P) | amtierender Pokalsieger |
| (N) | Neu (Aufsteiger)        |

## Kreuztabelle
Die Kreuztabelle stellt die Ergebnisse aller Spiele dieser Saison dar. Die Heimmannschaft ist in der linken Spalte, die Gastmannschaft in der oberen Zeile aufgelistet. Die Teams spielen jeweils vier Mal gegeneinander, sodass insgesamt 36 Spiele zu absolvieren sind, zwei Heim- und zwei Auswärtsspiele.
| Runde 1 – 18        | FC Flora Tallinn | FC Levadia Tallinn | JK Trans Narva | JK Nõmme Kalju | JK Kalev Sillamäe | JK Tammeka Tartu | FC Viljandi | Paide Linnameeskond | FC Kuressaare | LAS |
| ------------------- | ---------------- | ------------------ | -------------- | -------------- | ----------------- | ---------------- | ----------- | ------------------- | ------------- | --- |
| FC Flora Tallinn    |                  | 0:1                | 3:0            | 3:3            | 2:2               | 1:0              | 0:0         | 2:1                 | 3:0           | 6:0 |
| FC Levadia Tallinn  | 1:1              |                    | 2:1            | 1:3            | 4:1               | 2:2              | 2:1         | 0:1                 | 2:1           | 3:0 |
| JK Trans Narva      | 0:2              | 1:1                |                | 1:3            | 1:0               | 4:1              | 5:0         | 3:0                 | 4:0           | 7:0 |
| JK Nõmme Kalju      | 0:1              | 1:1                | 1:1            |                | 1:2               | 4:0              | 3:0         | 0:0                 | 1:1           | 4:0 |
| JK Kalev Sillamäe   | 0:1              | 1:2                | 0:3            | 1:1            |                   | 2:3              | 2:0         | 2:0                 | 1:1           | 7:0 |
| JK Tammeka Tartu    | 0:0              | 0:5                | 1:1            | 2:3            | 1:4               |                  | 1:1         | 2:2                 | 2:1           | 5:0 |
| FC Viljandi         | 0:2              | 0:1                | 0:0            | 0:3            | 2:3               | 1:2              |             | 1:0                 | 2:0           | 3:1 |
| Paide Linnameeskond | 1:2              | 0:0                | 0:1            | 0:3            | 1:0               | 2:2              | 2:1         |                     | 4:1           | 1:0 |
| FC Kuressaare       | 0:1              | 1:5                | 0:2            | 0:1            | 0:1               | 4:1              | 0:2         | 1:0                 |               | 1:1 |
| FC Ajax Lasnamäe    | 0:3              | 1:4                | 0:7            | 0:3            | 1:5               | 0:3              | 0:0         | 1:2                 | 2:2           |     |

| Runde 19 – 36       | FC Flora Tallinn | FC Levadia Tallinn | JK Trans Narva | JK Nõmme Kalju | JK Kalev Sillamäe | JK Tammeka Tartu | FC Viljandi | Paide Linnameeskond | FC Kuressaare | LAS  |
| ------------------- | ---------------- | ------------------ | -------------- | -------------- | ----------------- | ---------------- | ----------- | ------------------- | ------------- | ---- |
| FC Flora Tallinn    |                  | 3:0                | 1:1            | 1:0            | 4:0               | 3:2              | 4:0         | 2:1                 | 2:1           | 13:1 |
| FC Levadia Tallinn  | 1:1              |                    | 1:1            | 0:1            | 3:2               | 3:0              | 2:0         | 0:0                 | 4:0           | 6:0  |
| JK Trans Narva      | 1:1              | 0:2                |                | 3:2            | 2:3               | 4:0              | 5:0         | 3:0                 | 4:0           | 14:0 |
| JK Nõmme Kalju      | 3:0              | 1:1                | 1:0            |                | 3:0               | 3:1              | 2:1         | 1:2                 | 3:0           | 3:0  |
| JK Kalev Sillamäe   | 0:6              | 0:2                | 2:5            | 0:3            |                   | 5:1              | 5:0         | 4:0                 | 3:0           | 7:0  |
| JK Tammeka Tartu    | 1:4              | 0:4                | 1:4            | 0:1            | 2:0               |                  | 1:3         | 1:2                 | 1:0           | 9:0  |
| FC Viljandi         | 2:4              | 0:0                | 1:3            | 0:3            | 3:2               | 0:3              |             | 1:1                 | 0:2           | 8:0  |
| Paide Linnameeskond | 1:4              | 0:3                | 0:1            | 0:5            | 0:1               | 2:1              | 2:0         |                     | 1:0           | 4:0  |
| FC Kuressaare       | 0:3              | 0:2                | 0:2            | 0:2            | 1:2               | 0:2              | 3:0         | 2:1                 |               | 0:0  |
| FC Ajax Lasnamäe    | 0:11             | 0:7                | 0:12           | 0:7            | 0:7               | 0:3              | 0:4         | 0:6                 | 3:5           |      |

## Relegation
Am Ende der regulären Saison trat der Neuntplatzierte der Meistriliiga gegen den Zweitplatzierten der Esiliiga in der Relegation an, diese konnte der FC Kuressaare gewinnen und den Platz in der Meistriliiga behaupten.
| Datum             |                    | Ergebnis  |                    | Tore                                                                                       |
| ----------------- | ------------------ | --------- | ------------------ | ------------------------------------------------------------------------------------------ |
| 13. November 2011 | FC Infonet Tallinn | 0:1 (0:1) | FC Kuressaare      | 0:1 Borissov (2., ET)                                                                      |
| 19. November 2011 | FC Kuressaare      | 4:1 (1:0) | FC Infonet Tallinn | 1:0 Pukk (41.), 2:0 Valmas (60.), 2:1 Timofejev (61.), 3:1 Viira (85.), 4:1 Pajunurm (87.) |
| Gesamt:           | FC Infonet Tallinn | 1:5       | FC Kuressaare      |                                                                                            |

## Torschützenliste
| Pl. | Name                  | Team               | Tore |
| --- | --------------------- | ------------------ | ---- |
| 1   | Aleksandrs Čekulajevs | JK Trans Narva     | 46   |
| 2   | Tarmo Neemelo         | JK Nõmme Kalju     | 22   |
| 2   | Albert Prosa          | JK Tammeka Tartu   | 22   |
| 4   | Henri Anier           | FC Flora Tallinn   | 21   |
| 5   | Vitali Leitan         | FC Levadia Tallinn | 20   |
| 6   | Maksim Gruznov        | JK Trans Narva     | 17   |
| 7   | Kristen Viikmäe       | JK Nõmme Kalju     | 16   |
| 7   | Jüri Jevdokimov       | JK Nõmme Kalju     | 16   |
| 9   | Aleksei Aleksejev     | JK Kalev Sillamäe  | 14   |
| 9   | Aleksandr Nikulin     | JK Kalev Sillamäe  | 14   |
| 11  | Marius Bezykornovas   | JK Trans Narva     | 12   |
| 12  | Hannes Anier          | FC Flora Tallinn   | 11   |
| 12  | Zakaria Beglarišvili  | FC Flora Tallinn   | 11   |